# Catedral de Nuestra Señora (Sion)
La Catedral de Nuestra Señora también escrito Catedral de Nuestra Señora de Sion (en francés: Cathédrale Notre-Dame de Sion o bien Cathédrale Notre-Dame du Glarier) es la iglesia principal de la diócesis de Sion en el país europeo de Suiza. Está dedicado a la Virgen María.
No hay estudios arqueológicos integrales de la Catedral de Nuestra Señora de Sion. Sin embargo, se puede describir ciertos hechos: entre los siglos VIII y IX, fue una iglesia carolingia, en el 1010, sufrió por un incendio, se convierte en Catedral románica en el siglo XI (permanecerá así con pocos cambios hasta el siglo XV).
A principios del siglo XIII, se termina la construcción de la torre del campanario (primera planta) y diversas obras, en 1403 ocurre otro incendio accidental del campanario
En la Segunda mitad del siglo XV, principios del siglo XVI, fue construida la catedral gótica (seguida por varias restauraciones durante los siglos, pero nada fundamental ha cambiado).